# 矢田インターチェンジ
矢田インターチェンジ（やだインターチェンジ）は、島根県松江市矢田町の、山陰自動車道上にあるインターチェンジ。

## 道路
- E9 山陰自動車道（23番）

## 接続する道路

### 直接接続
- 松江市道10110号矢田山代線
- 松江市道10126号松江道路側道北線（上り線）
- 松江市道10127号松江道路側道南線（下り線）

## 料金所
無料区間のためなし

## 隣
E9 山陰自動車道
(22) 竹矢IC - (23) 矢田IC - (23-1) 松江JCT